# Ādabay Shet'
Ādabay Shet' är ett vattendrag i Etiopien.   Det ligger i regionen Amhara, i den centrala delen av landet, 110 km norr om huvudstaden Addis Abeba.